# Жувальний м'яз
Жувальний м'яз (лат. musculus masseter) — один з жувальних м'язів.

## Початок і прикріплення
Жувальний м'яз має форму чотирикутної пластини й складається з двох частин — поверхневої (лат. pars superfacialis) та глибокої (лат. pars profundus).
Поверхнева частина розпочинається від нижнього краю та двох передніх третин виличної дуги та прямує до жувальної горбистості нижньої щелепи.
Глибока частина розпочинається від задньої третини виличної дуги та прямує до бічної поверхні вінцевого відростка нижньої щелепи.

## Кровопостачання та іннервація
Жувальний м'яз живиться від двох артерій: жувальної артерії (є гілкою верхньощелепної) та поперечної артерії лиця.
Як і всі жувальні м'язи, жувальний м'яз іннервується гілкою трійчастого нерва (жувальний нерв).

## Функція
Жувальний м'яз є основним жувальним м'язом. Він піднімає опущену нижню щелепу та висовує її вперед.